# George Catlin

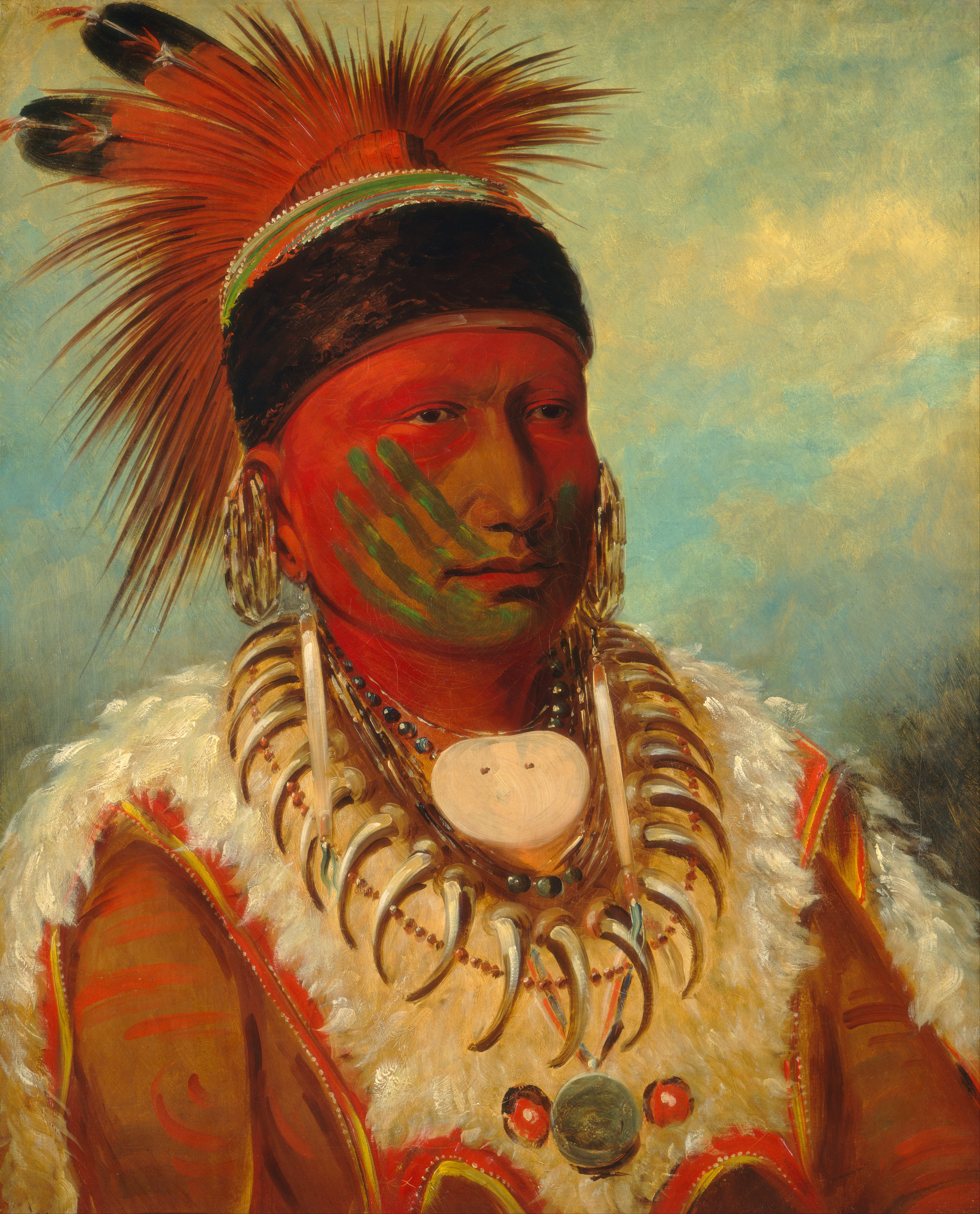
The White Cloud, Head Chief of the Iowas.

George Catlin (26 de juliol de 1796 – 23 de desembre de 1872), pintor estatunidenc que es va especialitzar en retrats de nadius americans dels Estats Units en el Vell Oest.
A més va ser escriptor i viatger. Després d'un temps breu com advocat, va produir dos importants col·leccions de pintures d'indis americans, i va publicar una sèrie de llibres sobre els seus viatges entre els pobles nadius d'Amèrica del Nord, Centreamèrica i Sud-amèrica. El seu interès per la 'raça en extinció' d'Amèrica es va iniciar per la visita d'una delegació índia a Filadèlfia. Açò va motivar la seva dedicació a la recollida de l'aparença i costums dels pobles nadius d'Amèrica.
Va començar el seu viatge el 1830, acompanyant al General William Clark en una missió diplomàtica en territori nadiu al llarg de l'alt riu Mississipi. Dos anys més tard va remuntar uns 3000 quilòmetres al llarg del riu Missouri fins a Fort Union, on va passar algunes setmanes entre pobles indígenes que gairebé mai no havien contactat amb la civilització europea. Aquí va produir els retrats més vívids i penetrants de la seva carrera. Posteriors viatges al llarg dels rius Arkansas, Red i Mississipi, així com visites a Florida i als Grans Llacs van donar com a resultat més de 500 pintures i una substancial col·lecció d'objectes.
El 1837 va muntar la primera exposició de la seva 'Galeria Índia', va publicar el seu primer catàleg i va començar a donar conferències, les quals estaven dedicades a les seves experiències entre els indis americans. A partir de llavors va dedicar la seva vida a vendre la seva col·lecció de pintura índia al govern. Quan el Congrés va rebutjar la seva petició inicial, es va emportar la seva Galeria Índia fora del país, i el 1840 va començar una gira europea a Londres.
El 1841 va publicar Conductes, Costums i Circumstàncies dels Indis Nord-americans, en dos toms, amb prop de 300 il·lustracions. Tres anys més tard va publicar 25 làmines, titulades Carpeta Índia Nord-americana de Catlin i, el 1848, Vuit Anys de Viatges i Residència a Europa. De 1852 a 1857 va viatjar per Amèrica del Sud i Amèrica Central, i després va tornar per a continuar l'exploració del Llunyà Oest. El registre d'aquests últims anys es recull en Últims passejos entre els indis de les Muntanyes Rocoses i els Andes (1868) i en La meva vida entre els Indis (ed. by N. G. Humphreys, 1909). Dels seus 470 retrats d'escenes natives, la major part constitueix la Catlin Gallery del National Museum, a Washington DC; hi ha uns 700 esbossos al Museu Americà d'Història Natural, a Nova York.